# フィリパ・デ・レンカストレ
フィリパ・デ・レンカストレ（ポルトガル語: Filipa de Lencastre、1359年3月31日 - 1415年7月19日）、またはフィリッパ・オブ・ランカスター（英語: Philippa of Lancaster） は、ポルトガル国王ジョアン1世の王妃。イングランドの王子、ランカスター公ジョン・オブ・ゴーントとその最初の妃ブランシュの娘。ランカスター朝の初代イングランド王ヘンリー4世の姉。

## 生涯
1387年2月2日、ポルトでジョアン1世と結婚した。政略結婚ではあったが、教養があり、イングランドの騎士道的精神にも通じた王妃は、宮廷の中心人物となり、王とも円満だった。王との間に生まれた子供たちが優秀であったのも、妃から受けたイングランド王家の血と、確かな教育の結果であったとされる。
1415年、大流行していたペストに罹患し、死去した。死の床でセウタ攻略へ向かう王子たちを呼び、「勇ましく戦っておいで。」と、剣を与え送り出した。

## 子女
- ブランカ（1388年 - 1389年）
- アフォンソ（1390年 - 1400年）
- ドゥアルテ1世（1391年 - 1438年）
- ペドロ（1392年 - 1449年） - コインブラ公
- エンリケ航海王子（1394年 - 1460年） - ヴィゼウ公
- イサベル（1397年 - 1471年） - ブルゴーニュ公フィリップ善良公の3度目の妃
- ブランカ（1398年） - 夭折
- ジョアン（1400年 - 1442年）
- フェルナンド聖王子（1402年 - 1443年）